# Agalychnis spurrelli
La granota desliçadora (Agalychnis spurrelli) és una espècie de granota pertanyent a la família dels hílids. S'estén extensament a les terres baixes humides i les porcions més baixes de zones de Costa Rica del sud-est i al sud-oest, a través de Panamà i de les terres baixes pacífiques de Colòmbia a Equador del nord-oest. Aquesta espècie és molt invisible a causa dels seus hàbits arboris.